# Asesinato de Deanna Criswell
Deanna Lee Criswell oficialmente conocida como "Jane Doe 19" hasta que fue identificada, (20 de septiembre de 1971 - c. noviembre de 1987) fue una adolescente estadounidense del estado de Washington que fue asesinada con arma de fuego a los 16 años y permaneció sin identificar durante 27 años. El cuerpo de Criswell fue encontrado el 25 de noviembre de 1987 en Marana, Arizona, cerca de Tucson. El Departamento de Policía de Marana anunció su identificación el 11 de febrero de 2015, con la ayuda de la sofisticada tecnología de reconstrucción facial forense y análisis de ADN, y de sitios web creados por aficionados para ayudar a identificar personas desaparecidas y no identificadas.
Después de que los padres de Criswell se divorciaron, los miembros de la familia se distanciaron y Criswell tuvo períodos en los que huía de casa. Nunca se reportó oficialmente su desaparición. En 2014, los tíos de Criswell, que la habían visto por última vez cuando era sólo un bebé, comenzaron a buscarla. Comenzaron a buscar bases de datos en línea recientemente disponibles, centrándose en personas no identificadas en Arizona después de enterarse de que su sobrina había llamado a su hermana desde Tucson a finales de 1987. Encontraron el perfil de "Jane Doe 19" en línea en Doe Network y creyeron que la imagen, a partir de una reconstrucción facial forense preparada por el FBI en 2010, se parecía a su sobrina. La tía y el tío contactaron a la policía, quienes obtuvieron ADN de miembros de la familia y pudieron confirmar la coincidencia.
Las autoridades sospechaban firmemente que William Ross Knight era el asesino; Criswell había estado involucrada con él cuando ella fue a Tucson. Murió en 2005 a causa de una enfermedad en prisión, donde fue condenado por robo. Había utilizado una pistola calibre 22 en un robo, el mismo calibre que la pistola que mató a Criswell.

## Primeros años, desaparición y descubrimiento
Deanna Lee Criswell nació en 1971 y creció con su familia en Spokane, Washington. Tenía una hermana, Debbie, que era catorce años mayor. Los padres de Deanna se divorciaron cuando ella tenía tres años. Su padre, Jerry Criswell, era camionero y su madre, que tenía la custodia de Deanna, tenía dos trabajos para mantener a su familia. Un año después de que sus padres se divorciaran, Debbie se fue de casa a la edad de 18 años.
Mientras crecía, Deanna solía pasar tiempo con su abuelo materno cuando su madre no estaba. Después de su muerte, ella se convirtió en una "adolescente rebelde" y se involucró con un grupo cuestionable de compañeros mayores. Poco después, Deanna se mudó a Seattle, donde vivió con su padre. Su comportamiento mejoró, pero cuando cumplió 15 años, empezó a comportarse mal de nuevo. Regresó en autobús a Spokane para vivir con su madre.
Seis meses antes de su muerte, Deanna se escapó de casa y vivió en la calle, telefoneando ocasionalmente a su padre, pero permaneciendo alejada de su madre. Comenzó una relación con William "Bill" Ross Knight, de 36 años. Después de mudarse a Tucson, Arizona, Knight le envió a Deanna un billete de autobús en septiembre de 1987 para que pudiera reunirse con él. Deanna no llamó a su padre después de llegar a Tucson, pero sí llamó a su hermana mayor Debbie desde la ciudad. El padre de Deanna no se preocupó de inmediato cuando no tuvo noticias suyas, ya que creía que ella podía "cuidarse sola". Para Navidad, sin saber nada, intentó presentar un informe de persona desaparecida, pero los funcionarios locales se negaron a cooperar debido al historial de fuga de Deanna.
El cuerpo de Deanna fue descubierto por un hombre sin hogar el 25 de noviembre de 1987, en una alcantarilla a lo largo de la Interestatal 10 en Marana, Arizona. El hombre caminó hasta la comisaría local para denunciar el hallazgo. La policía notó huellas de neumáticos en el lugar, lo que indica que la joven había sido asesinada en otro lugar y eliminada de la vista después de su muerte.

## Investigación

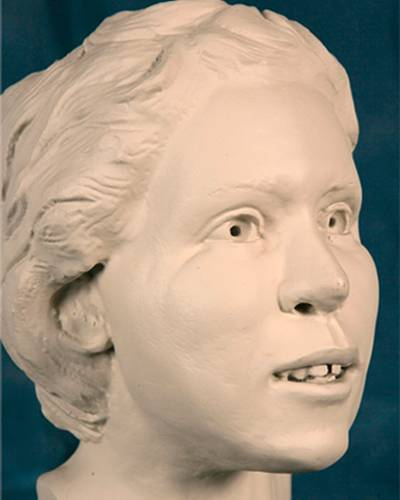
Reconstrucción 3D de Criswell, creada por el FBI.

Los restos fueron transportados al médico forense del condado de Pima para una autopsia, para determinar la causa de la muerte y una descripción completa de su cuerpo. Se determinó que llevaba muerta unas dos semanas. También se descubrió que la víctima había tenido relaciones sexuales recientemente, pero no había evidencia de violación.
Se estimó que la víctima tenía entre 17 y 21 años, medía alrededor de 1,60 m y pesaba 62 kg. Se pensaba que era europea americana, hispana o nativa americana de piel clara. Su cabello castaño era corto y ondulado. No se pudo determinar el color de sus ojos, ya que el cuerpo se había descompuesto. No tenía cicatrices, marcas de nacimiento ni tatuajes distintivos. Tenía los dientes frontales superiores inusuales y grandes, con un espacio entre los dos incisivos centrales. Sus dientes habían sido bien cuidados, con un cuidado dental adecuado.
La víctima vestía varias capas de ropa, entre ellas una chaqueta de mezclilla con las mangas arremangadas, una chaqueta blanca, un jersey gris, una camisa de franela multicolor, jeans negros, zapatos blancos y ropa interior morada. La policía dijo que las capas de ropa sugerían que se trataba de una fugitiva o tal vez una migrante. Le habían colocado un jersey morado sobre la cara. Las autoridades dijeron que eso indicaba que su asesino la conocía en vida y sentía remordimiento, a menudo una característica de los crímenes pasionales. Le dispararon cinco veces con un arma de fuego calibre 22. Criswell sufrió cuatro heridas en el torso y una en el cuello a quemarropa.
El Departamento de Policía de Marana publicó detalles del caso, pero no pudo identificar a la víctima. Se compararon varias mujeres desaparecidas con esta víctima, pero fueron excluidas por sus características dentales. También se utilizaron huellas dactilares para comparar. Después de que la investigación se estancara, la joven, aún no identificada, fue enterrada en 1989 en el cementerio del condado de Pima.
El vagabundo que denunció el hallazgo del cadáver fue rápidamente eliminado como sospechoso. En 1988, también se eliminó como sospechoso a una persona de interés: Benjamin Batson, un delincuente sexual convicto que había sido visto con una adolescente desconocida, fue detenido por la policía por una infracción de tráfico cerca del lugar donde se encontró el cuerpo. La policía registró su vehículo, pero no encontraron rastros de la víctima en él.

### Influencia de los avances en el análisis de ADN y la reconstrucción facial forense
Debido a los avances en la tecnología para el análisis de ADN y otras pruebas forenses, el caso sin resolver finalmente se reabrió en 2009. El cuerpo de la víctima fue exhumado para obtener evidencia forense adicional, incluido ADN. La policía todavía no tenía sospechosos.
En sus laboratorios de Quantico, Virginia, el FBI completó una reconstrucción facial forense de la víctima en 2010, tras su exhumación. Dichas imágenes fueron difundidas para que alguien que conoció en vida a la joven pudiera reconocerla. Se distribuyeron carteles en Arizona con esta imagen. Su ADN también fue procesado por la agencia para establecer un perfil.
En 2011, nuevos avances tecnológicos permitieron generar un perfil de ADN parcial de un posible autor a partir de pruebas recogidas del cuerpo de la víctima en la escena del crimen. El perfil coincidía con el de William "Bill" Ross Knight, quien se había hecho conocido en la década de 1980 por sus robos habituales. En 1987 se sabía que había utilizado una pistola calibre .22 en un robo, que era el mismo calibre utilizado en el homicidio de Criswell. Fue arrestado unos nueve días antes de que se encontrara el cuerpo de Criswell y fue procesado por robo.
Sin embargo, Knight había muerto en 2005 debido a complicaciones hepáticas, mientras cumplía condena en prisión por cargos de robo. Aunque fue identificado como sospechoso, la víctima que había sido dispparada con un arma del mismo calibre que él usaba tenía un ADN que no coincidía con ningún individuo en la base de datos del CoDIS. Los investigadores temían que la muerte de Knight los dejara con una pared en blanco, ya que no podían interrogarlo para identificar a su víctima potencial y, por supuesto, no podían procesarlo. Nunca fue acusado del homicidio de Criswell.

### Identificación
El caso de Criswell fue uno en el que la identificación fue ayudada por personas que utilizaban redes de aficionados en línea. Desde principios del siglo XXI, se han creado varios sitios web y organizaciones que publican material sobre personas desaparecidas o no identificadas, para aprovechar el poder del crowdsourcing. Después de estar separados durante mucho tiempo del padre de Criswell, en 2014, sus tíos paternos, Ellen y Donald Criswell, se reconciliaron con él. Cuando se enteraron de que no se había sabido nada de Deanna en décadas y nunca se reportó oficialmente su desaparición, comenzaron a buscar bases de datos en línea, después de que se desvaneciera su esperanza de que su sobrina todavía estuviera viva. Aunque su padre había intentado denunciarla como desaparecida en 1987, la policía no aceptó el caso debido a su historial de huir de cada padre.
Su familia había pensado que ella "se comunicaría con ellos cuando quisiera". Se descubrió que Criswell llamó a su hermana mayor Debbie Renn una vez después de llegar a Tucson, pero no llamó a ninguno de sus padres. Después de enterarse por el padre de que Criswell había llegado a Tucson, su tía y su tío comenzaron a buscar en bases de datos personas no identificadas en casos de Arizona.
Entre cinco y diez meses antes de febrero de 2015, la pareja descubrió el caso de la "Jane Doe del condado de Pima" y estudió la reconstrucción facial en The Doe Network. El padre de Criswell les había dado una fotografía de Deanna cuando era adolescente, y la pareja pensó que la imagen de la reconstrucción se parecía a su sobrina, incluido el espacio entre sus dos dientes superiores. Otras características, como la altura y el peso aproximado, también eran similares. [10] Después de que la pareja se comunicó con la policía del condado de Pima, su personal tomó muestras de ADN de los padres de Criswell para compararlas con el perfil de los restos.
La coincidencia con Deanna Lee Criswell se anunció el 11 de febrero de 2015, más de 27 años después de su muerte. Su familia decidió dejarla enterrada en el condado de Pima. En marzo de 2015, Jerry, Donald y otro de sus hermanos se reunieron en el cementerio y reemplazaron la lápida de "Jane Doe 19" por una lápida donde consta "Deanna L. Criswell".